# World Doubles Championships 1991 - Doppio
Il doppio del torneo di tennis World Doubles Championships 1991, facente parte del WTA Tour 1991, ha avuto come vincitrici Gigi Fernández e Helena Suková che hanno battuto in finale Larisa Savchenko e Nataša Zvereva con il punteggio di 4–6, 6–4, 7–6.

## Teste di serie
1. Gigi Fernández /  Helena Suková (Campionesse)
2. Larisa Savchenko /  Nataša Zvereva (finale)

1. Kathy Jordan /  Elizabeth Smylie (semifinali)
2. Arantxa Sánchez Vicario /  Robin White (semifinali)

## Tabellone

### Legenda
| - Q = Qualificato - WC = Wild card - LL = Lucky loser | - ALT = Alternate - SE = Special Exempt - PR = Protected Ranking | - w/o = Walkover - r = Ritirato - d = Squalificato |

|  | Primo turno | Primo turno                     | Primo turno                     | Primo turno | Primo turno |  |  | Semifinali | Semifinali                      | Semifinali                      | Semifinali                      | Semifinali |   |   | Finale | Finale                       | Finale | Finale | Finale |  |
|  |             |                                 |                                 |             |             |  |  |            |                                 |                                 |                                 |            |   |   |        |                              |        |        |        |  |
|  | 1           | Gigi Fernández Helena Suková    | Gigi Fernández Helena Suková    | 6           | 6           |  |  |            |                                 |                                 |                                 |            |   |   |        |                              |        |        |        |  |
|  |             | Elise Burgin Mary Lou Daniels   | Elise Burgin Mary Lou Daniels   | 3           | 4           |  |  | 1          | Gigi Fernández Helena Suková    | 4                               | 6                               | 6          |   |   |        |                              |        |        |        |  |
|  | 3           | Kathy Jordan Elizabeth Smylie   | Kathy Jordan Elizabeth Smylie   | 6           | 6           |  |  | 3          | Kathy Jordan Elizabeth Smylie   | 6                               | 4                               | 1          |   |   |        |                              |        |        |        |  |
|  |             | Meredith McGrath Anne Smith     | Meredith McGrath Anne Smith     | 3           | 3           |  |  |            |                                 |                                 |                                 |            |   |   | 1      | Gigi Fernández Helena Suková | 4      | 6      | 7      |  |
|  | 4           | A Sánchez Vicario Robin White   | A Sánchez Vicario Robin White   | 6           | 6           |  |  |            |                                 | 2                               | Larisa Savchenko Nataša Zvereva | 6          | 4 | 6 |        |                              |        |        |        |  |
|  |             | Manon Bollegraf Lise Gregory    | Manon Bollegraf Lise Gregory    | 3           | 3           |  |  | 4          | A Sánchez Vicario Robin White   | A Sánchez Vicario Robin White   | 1                               | 3          |   |   |        |                              |        |        |        |  |
|  | 2           | Larisa Savchenko Nataša Zvereva | Larisa Savchenko Nataša Zvereva | 6           | 6           |  |  | 2          | Larisa Savchenko Nataša Zvereva | Larisa Savchenko Nataša Zvereva | 6                               | 6          |   |   |        |                              |        |        |        |  |
|  |             | R Fairbank Brenda Schultz       | R Fairbank Brenda Schultz       | 4           | 4           |  |  |            |                                 |                                 |                                 |            |   |   |        |                              |        |        |        |  |